# Решоти (Новосибірська область)
Решоти (рос. Решёты) — село в Кочковському районі Новосибірської області Росії. Значне українське поселення, заселене переважно вихідцями з центральної Київщини.

## Інфраструктура
У селі за даними на 2007 рік функціонують 2 заклади охорони здоров'я та 2 заклади освіти.

## Населення
| 2002  | 2007  | 2010  | 2012  | 2013  | 2014  | 2015  |
| ----- | ----- | ----- | ----- | ----- | ----- | ----- |
| 2178  | ↗2227 | ↘2003 | ↗2014 | ↘1985 | ↘1975 | ↘1963 |
| 2016  | 2017  |       |       |       |       |       |
| ↘1948 | ↘1921 |       |       |       |       |       |